# Missing (Album)
Missing (englisch Vermissen / Fehlend / Verschwunden) ist ein Album der belgischen Funeral-Doom-Band Until Death Overtakes Me.

## Geschichte
Nachdem Until Death Overtakes Me im Voraus Singles, Kompilationen und ein Instrumental-Album veröffentlicht hatte befasste sich Bandkopf Stijn van Cauter für Missing mit dem Plan ein weiteres Konzeptalbum zu schreiben. Das Album entstand in der ersten Jahreshälfte des Jahres 2018 in van Cauters Heimstudio Templa Libitina ohne die Unterstützung externer Tontechniker oder Produzenten. Zur Veröffentlichung im Juli 2018 kooperierte Until Death Overtakes Me, wie bereits beim 2016 erschienenem Album Antemortem mit dem italienischen Independent-Label Dusktone.

## Albuminformationen
Missing wurde so als das achte reguläre Studioalbum der Band am 30. Juli 2018 über das italienische Label Dusktone erstmals veröffentlicht. Das Album enthält vier separate Stücke, die eine Gesamtspielzeit von 1:09:18 Stunden haben. Die Gestaltung übernahm van Cauter selbst. Das digital gestaltete Cover zeigt einen grünen kreuzförmigen Türbeschlag auf bräunlichem Grund. Grund und Beschlag weisen austrocknende Verwitterungserscheinungen auf. Das Bild ist durch eine Vignettierung in Form einer runden Schattierung gerahmt.

### Konzept
Nachdem Until Death Overtakes Me seit der Reform des Projektes im Jahr 2016 überwiegend Singles und Kompilationen sowie ein Instrumental-Album herausgegeben hatte, präsentierte van Cauter mit Missing das zweite neue Konzeptalbum des Projektes. Der Titel verweist auf das gleichnamige Stück des Albums Prelude to Monolith und greift den gesetzten Themenpunkt auf. Der Inhalt gilt entsprechend der Betrachtung des Gefühls von Verlust und dem Verloren sein und knüpft damit an die frühen Veröffentlichungen von Until Death Overtakes Me an.

„Da sind die Tragödien auf persönlicher Ebene. Die der Suchenden, die scheitern, alt werden und keinen Abschluss finden. Die der Verlorenen, die im Nichts festhängen und gefunden werden wollen. Aber die Tragödie wächst und betrifft alle, und die Musik wird zum Begleitgesang des Begräbnis der Menschheit. Leere Klänge die über die Einöde gleiten und aus leeren Schluchten widerhallen. Alle Suchenden sind verschwunden, alle Vermissten vergessen. Es bleibt niemanden der sich erinnern könnte und alle Hoffnung ist verloren.
Und wenn auch alle Belege und Erinnerungen an unsere Existenz vergangen sind, waren wir dann überhaupt tatsächlich hier? Wir sind schon verloren.“

### Stil
Missing entspricht dem vom Until Death Overtakes Me meist vertretenen Stil eines Ambient Funeral Doom. Dabei kombiniere das Projekt Dark Wave und Ambient mit Funeral Doom. Entgegen den zeitnah zuvor erschienenen Veröffentlichungen steht auf Missing der Klang einer Kirchenorgel zentral. Diese ergänzt den üblichen Klang schroff verzerrter Akkorde. Die Perkussion wirkt diesmal jedoch krachend, und weniger im Hintergrund. In den tonalen Hintergrund wurde hingegen das guttural brüllende Growling gemischt.

## Wahrnehmung
Missing wurde wenig, jedoch positiv besprochen. Die Musik wirke „einen langen und tiefen Zauber“, bewege sich „abwärts wie ein massiver Eisberg“ und Verkörpere gelungen das konzeptionell angeführte „Aussterben der Existenz“. Van Cauter zelebriere gekonnt seine Stärken im langsamen Spiel und werfe einen düsteren Schatten auf den einbrechenden Sommer.